# Primera División 1921 (AAm)
La Primera División 1921, organizzata dalla Asociación Amateurs de Football, si concluse con la vittoria del Racing Club.

## Classifica finale
| Pos. | Squadra                | Pt | G  | V  | N  | P  | GF | GS | DR  |
| ---- | ---------------------- | -- | -- | -- | -- | -- | -- | -- | --- |
| 1.   | Racing Club            | 66 | 38 | 30 | 6  | 2  | 73 | 16 | +57 |
| 2.   | River Plate            | 54 | 38 | 25 | 4  | 9  | 69 | 30 | +39 |
| 3.   | Independiente          | 53 | 38 | 22 | 9  | 7  | 62 | 28 | +34 |
| 4.   | Gimnasia La Plata      | 52 | 38 | 23 | 6  | 9  | 64 | 39 | +25 |
| 5.   | Defensores de Belgrano | 48 | 38 | 20 | 8  | 10 | 42 | 28 | +14 |
| 6.   | San Lorenzo            | 47 | 38 | 20 | 7  | 11 | 47 | 25 | +22 |
| 7.   | Tigre                  | 43 | 38 | 15 | 13 | 10 | 61 | 53 | +8  |
| 8.   | Platense               | 42 | 38 | 16 | 10 | 12 | 63 | 38 | +25 |
| 9.   | Atlanta                | 41 | 38 | 17 | 7  | 14 | 47 | 44 | +3  |
| 10.  | Banfield               | 38 | 38 | 16 | 6  | 16 | 47 | 43 | +4  |
| 11.  | Barracas Central       | 37 | 38 | 15 | 7  | 16 | 47 | 47 | 0   |
| 12.  | Vélez Sarsfield        | 36 | 38 | 13 | 10 | 15 | 53 | 43 | +10 |
| 13.  | Sportivo Almagro       | 34 | 38 | 14 | 6  | 18 | 40 | 54 | -14 |
| 14.  | Estudiantes            | 32 | 38 | 12 | 8  | 18 | 38 | 57 | -19 |
| 15.  | Lanús                  | 28 | 38 | 10 | 8  | 20 | 33 | 60 | -27 |
| 16.  | Sportivo Buenos Aires  | 27 | 38 | 8  | 11 | 19 | 38 | 62 | -24 |
| 17.  | Quilmes                | 25 | 38 | 8  | 9  | 21 | 43 | 65 | -22 |
| 18.  | Estudiantil Porteño    | 24 | 38 | 9  | 6  | 23 | 38 | 58 | -20 |
| 19.  | San Isidro             | 22 | 38 | 8  | 6  | 24 | 33 | 78 | -54 |
| 20.  | Ferro Carril Oeste     | 11 | 38 | 2  | 7  | 29 | 22 | 92 | -70 |

## Classifica marcatori[1]
| Gol |  |  | Giocatore         | Squadra     |
| --- |  |  | ----------------- | ----------- |
| 32  |  |  | Albérico Zabaleta | Racing Club |